# Olifant (roh)

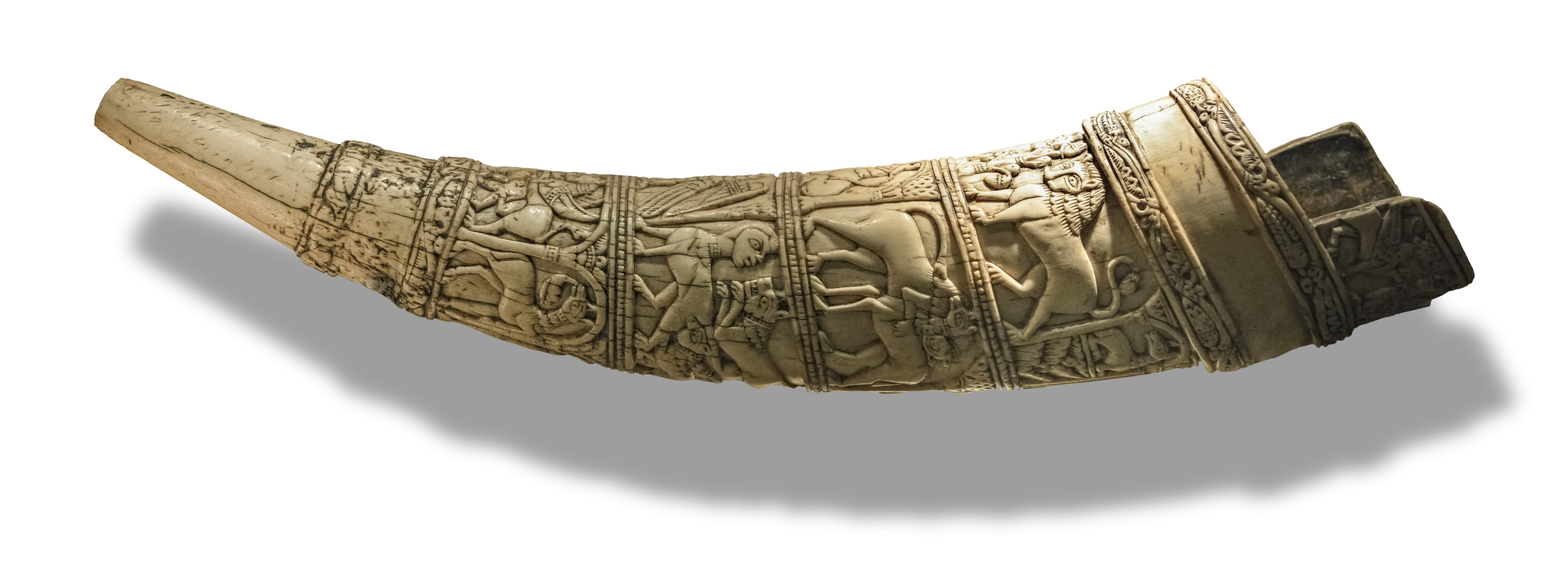
Olifant, islámská práce z 11. století; z baziliky sv. Saturnina v Toulouse, Musée Paul Dupuy

Olifant  je dechový hudební nástroj, zhotovený vybroušením ze sloního klu o délce 45 až 56 centimetrů, takzvaný aerofon. Je schopen vydávat signál, jehož tónina se dá upravit výbrusem.

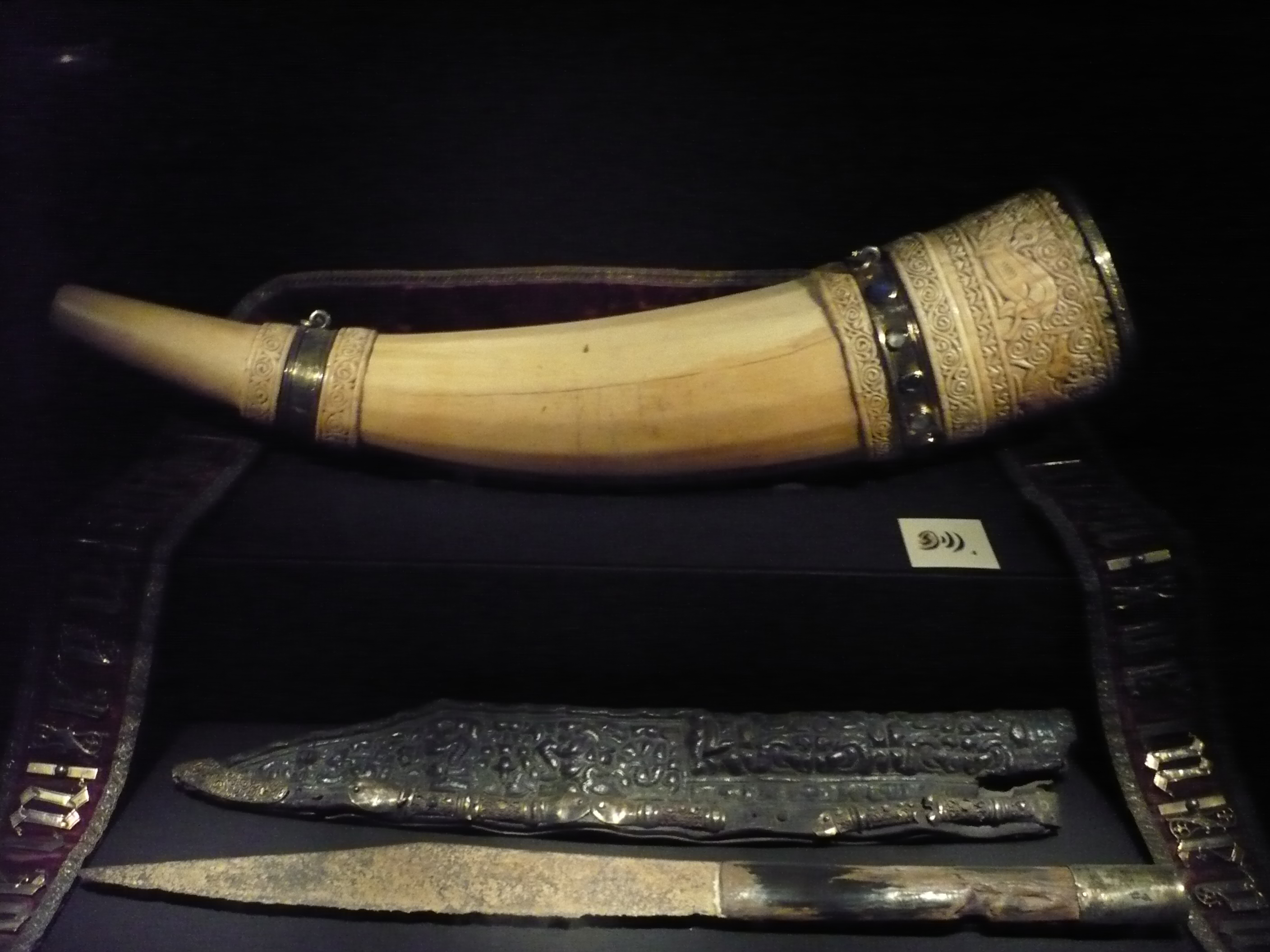
Rolandův olifant z dómské pokladnice v Cáchách, islámská práce z 11. století

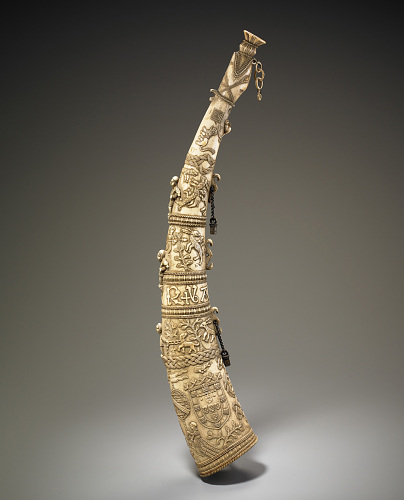
Současný africký roh

## Historie
Nejstarší řezby pocházely z byzantských dílen po skončení obrazoborectví (843), většina rohů byla zhotovována v dílních jihoitalských  nebo ve fátimidském Egyptě od 10. do 14. století, pak evropská móda užívání olifantů postupně odezněla a výroba se přesunula do Afriky, kde trvá dosud.

## Využití
Využití olifantu bylo v minulosti několikeré: 
- Signální lovecká trubka ohlašující začátek a konec lovu
- Rolandův roh: podle legendy a hrdinského eposu Píseň o Rolandovi byl Roland burgundský rytíř, který v bitvě u Roncevaux signálem z olifantu varoval císaře Karla Velikého a zachránil ho před Saracény. Domněle autentický Rolandův roh je uložen v říšské pokladnici v Cáchách. Po  něm jsou pojmenovány desítky dalších rohů z chrámových klenotnic, zpravidla vzácné řezbářské práce byzantského nebo islámského původu z 10.-14. století.
- picí roh - olifant je jako pohár nevhodný, protože má na konci otvor. Vyžaduje přepracování:zátku a podstavné nožky.

## Vybrané příklady
- Dómská pokladnice v Cáchách (1)
- Svatovítský poklad v Praze (2)
- Dómský poklad v Bamberku (3)
- Katedrála ve Winchesteru (9)